# Evgeny Bobryshev
Evgeny Bobryshev (Kondrovo, Oblast Kaloega, 13 november 1987) is een Russisch motorcrosser.

## Carrière
Bobryshev maakte zijn debuut in het Wereldkampioenschap motorcross MX2 in 2005, met Yamaha. In 2005 en 2006 werd hij achttiende en twaalfde in het Europees Kampioenschap MX2. In 2007 werd hij Russisch Kampioen MX2.
Vanaf 2008 reed Bobryshev  voltijds het Wereldkampioenschap MX2. Hij eindigde als vierentwintigste. In 2009 ging het iets beter, maar Bobryshev  bleef te onregelmatig en werd twintigste in de eindstand. 
In 2010 maakte Bobryshev  de overstap naar de MX1-klasse en ging voor Honda rijden. Het werd al snel duidelijk dat de zwaardere motor hem beter lag. Hij scoorde regelmatig, maar moest de laatste drie wedstrijden missen door een blessure. Hij werd tiende in de eindstand. Het seizoen 2011 was regelmatiger en Bobryshev  wist vijf keer op het podium te eindigen en zijn eerste en tot nog toe laatste Grand Prix uit zijn carrière te winnen. Bobryshev  werd vierde in het kampioenschap. In 2012 verliep alles vrij moeizaam, en Bobryshev  haalde geen enkele keer het podium. Een negende plaats in het kampioenschap was het hoogst haalbare. In 2013 behaalde Bobryshev  vier podiumplaatsen, maar miste ook enkele wedstrijden door een blessure. Ditmaal werd hij achtste. Het seizoen 2014 werd maar half afgewerkt, opnieuw door blessureleed. Bobryshev  behaalde geen podia en werd veertiende in het eindklassement. Ook in 2015 komt Bobryshev  nog steeds uit voor Honda. Voor het eerst sinds lang wist hij het ganse seizoen blessurevrij te blijven. Hij stond vier keer op het podium en werd derde in de eindstand.
Bobryshev was ook al enkele keren lid van de Russische ploeg voor de Motorcross der Naties.

## Palmares
| 1 | 10-07-2011 | Duitsland | Teutschenthal |